# Elecciones de Sajonia
Sajonia es un estado de Alemania. Las elecciones que se celebran en este estado sirven para escoger a los 119 diputados estatales. Estas elecciones se llevan a cabo desde 1990, ya que antes formaba parte de la República Democrática Alemana.
En 1946 se celebraron las únicas elecciones estatales en Sajonia, estas elecciones separaron la era de la Alemania Nazi de la era comunista.
En Sajonia siempre ha ganado la CDU, el SPD en cada elección pierde apoyo popular y escaños. El PDS siempre gana apoyo popular y escaños.
Las elecciones de Sajonia de 1990 fueron las primeras elecciones de la época post-comunista. Fueron ganadas por la CDU, con mayoría absoluta.
Los resultados fueron:
| Año 1990                                   | Porcentaje | Escaños |
| ------------------------------------------ | ---------- | ------- |
| Unión Cristianodemócrata de Alemania (CDU) | 53,8       | 92      |
| Partido Socialdemócrata de Alemania (SPD)  | 19,1       | 32      |
| Partido del Socialismo Democrático (PDS)   | 10,2       | 17      |
| Alianza 90/Los Verdes (GRÜNE)              | 5,6        | 10      |
| Partido Liberal de Alemania (FDP)          | 5,3        | 9       |

En 1994 la CDU se consolidaba en Sajonia con el 58% de los votos. El segundo partido fue el PDS.
El SPD no caló en los sajones, que escogieron como sus dos grandes partidos a la CDU: centro-derecha, y al PDS de izquierda (atrapando a los votos de centro-izquierda).
Al igual que el SPD, Los Verdes y los liberales tampoco tuvieron un espacio político tan importante como sería lo normal en cualquier otro estado. Estos dos partidos perdieron toda su representación política.
Los resultados fueron:
| Año 1994                                   | Porcentaje | Escaños |
| ------------------------------------------ | ---------- | ------- |
| Unión Cristianodemócrata de Alemania (CDU) | 58,1       | 77      |
| Partido Socialdemócrata de Alemania (SPD)  | 16,6       | 22      |
| Partido del Socialismo Democrático (PDS)   | 16,5       | 21      |
| Alianza90/Los Verdes                       | 4,1        | 0       |
| Partido Liberal de Alemania                | 1,7        | 0       |
| Los Republicanos                           | 1,3        | 0       |

En 1999 la CDU revalidó su mayoría en el estado de Sajonia. La segunda fuerza continuaba siendo el Partido del Socialismo Democrático.
Los resultados fueron:
| Año 1999                                   | Porcentaje | Escaños |
| ------------------------------------------ | ---------- | ------- |
| Unión Cristianodemócrata de Alemania (CDU) | 56,9       | 76      |
| Partido del Socialismo Democrático (PDS)   | 22,2       | 30      |
| Partido Socialdemócrata de Alemania (SPD)  | 10,7       | 14      |
| Alianza90/Los Verdes                       | 2,6        | 0       |
| Los Republicanos                           | 1,5        | 0       |
| Partido Nacional Alemán                    | 1,4        | 0       |
| Partido Liberal de Alemania                | 1,1        | 0       |

Las Elecciones de Sajonia de 2004, realizadas el 19 de septiembre, constituyeron un gran golpe para Gerhard Schröder, su partido tuvo los peores resultados de la historia en este estado: menos del 10%.
Los cristianodemócratas perdieron 15 puntos y 21 escaños.
Mientras los partidos moderados (el centro-derecha y el centro-izquierda) se descalabraban, los verdes se duplicaban y los liberales se multiplicaban por 5. 

Los partidos radicales fueron los verdaderos ganadores de estas elecciones: los socialistas consiguieron el 24% de los votos, y la extrema derecha empataba con los socialdemócratas. 
Los resultados fueron:
| Año 2004                                   | Porcentaje | Escaños |
| ------------------------------------------ | ---------- | ------- |
| Unión Cristianodemócrata de Alemania (CDU) | 41,1       | 55      |
| Partido del Socialismo Democrático (PDS)   | 23,6       | 31      |
| Partido Socialdemócrata de Alemania (SPD)  | 9,8        | 13      |
| Partido Nacional Alemán (NPD)              | 9,2        | 12      |
| Partido Liberal de Alemania (FDP)          | 5,9        | 7       |
| Alianza 90/Los Verdes (GRÜNE)              | 5,1        | 6       |

Con estos resultados, y para evitar que los extremistas gobernaran, la CDU y el SPD formaron un gobierno de unidad nacional que sólo agrupa el 50,9% de los votos.
En las elecciones de 2009, el FDP obtuvo más de cuatro puntos adicionales y pudo formar gobierno con la CDU, que experimentó perdidas menores. El SPD obtuvo pequeñas ganancias mientras que Los Verdes aumentaron en más de un punto porcentual. Tanto Die Linke (sucesor del PDS) como el NPD perdieron más de tres puntos.
Los resultados fueron:
| Año 2009                                   | Porcentaje | Escaños |
| ------------------------------------------ | ---------- | ------- |
| Unión Cristianodemócrata de Alemania (CDU) | 40,2       | 58      |
| Die Linke                                  | 20,6       | 29      |
| Partido Socialdemócrata de Alemania (SPD)  | 10,4       | 14      |
| Partido Liberal de Alemania (FDP)          | 10,0       | 14      |
| Los Verdes                                 | 6.4        | 9       |
| Partido Nacionaldemócrata Alemán (NPD)     | 5.6        | 8       |

En las elecciones de 2014, la CDU perdió apenas un 0.8%. El SPD aumentó en dos puntos, convirtiéndose en socio de coalición de la CDU, luego de que el FDP perdiera su representación. Los Verdes perdieron un 0,7%. Die Linke volvió a perder votantes. El NPD perdió por apenas un 0,05% su representación, mientras que el AfD entró por primera vez con un 9,7%.
Los resultados fueron:
| Año 2014                                   | Porcentaje | Escaños |
| ------------------------------------------ | ---------- | ------- |
| Unión Cristianodemócrata de Alemania (CDU) | 39,4       | 59      |
| Die Linke                                  | 18,9       | 27      |
| Partido Socialdemócrata de Alemania (SPD)  | 12,4       | 17      |
| Alternativa para Alemania (AfD)            | 9,7        | 14      |
| Los Verdes                                 | 5,7        | 8       |
| Partido Nacionaldemócrata Alemán (NPD)     | 4,95       | 0       |

En las elecciones de 2019, la CDU sufrió grandes pérdidas, llegando a su peor resultado histórico a nivel estatal con un 32.1%. El SPD y Die Linke padecieron igualmente de grandes pérdidas electorales. La jornada fue marcada por el ascenso de Los Verdes, que registraron ganancias de casi tres puntos obteniendo su resultado más alto en la historia sajona, y sobre todo por el ascenso de Alternativa para Alemania, que tuvo un enorme aumento de casi 18 puntos y logró posicionarse como segunda fuerza política con un 27.5% de los votos, su mayor resultado electoral obtenido en toda Alemania.  El FDP falló en su intento de regresar al parlamento regional. Tras los comicios, la CDU se mantuvo en el poder en coalición con los Verdes y el SPD.
Los resultados fueron:
| Año 2019                                   | Porcentaje | Escaños |
| ------------------------------------------ | ---------- | ------- |
| Unión Cristianodemócrata de Alemania (CDU) | 32,1       | 45      |
| Alternativa para Alemania                  | 27,5       | 38      |
| Die Linke                                  | 10,4       | 14      |
| Alianza 90/Los Verdes                      | 8,6        | 12      |
| Partido Socialdemócrata (SPD)              | 7,7        | 10      |
| Partido Democrático Libre (FDP)            | 4,5        | 0       |